# Scraptia picturata
Scraptia picturata es una especie de coleóptero de la familia Scraptiidae. El nombre científico de la especie fue publicado válidamente por primera vez en 1916 por Champion.

## Distribución geográfica
Habita en Australia.